# Tidsignal
Tidsignal var en svensk, socialistisk tidskrift inom områdena politik, kultur och samhällsdebatt. Tidsignal, som gavs ut av Föreningen för socialistiska studier, har utkommit sedan 2005.  Sedan 2017 publiceras Tidsignal som en bilaga till veckotidningen Internationalen, där den medföljer två gånger om året. Den upphörde därmed som självständig tidskrift.
Tidsignal var också namnet på en vänsterradikal tidning som kom ut 1965-1970. Det var en veckotidning i tabloidformat. Den riktade sig till "den nya vänstern" mellan Socialdemokraterna och Vänsterpartiet Kommunisterna (VPK), men gled allt mer åt Vpks håll. En av tidningens redaktörer, Bo Hammar, gick senare med i VPK. En annan av redaktörerna, Gunnel Granlid, tillhörde de åtta kvinnor som 1968 startade Grupp 8. Bland medarbetarna märktes även författaren Sven Wernström.